# Rei de Kent
Els reis de Kent són aquells que varen governar el regne de Kent entre el 597 i el 871. El primer fet constatable referent al Regne de Kent és l'arribada d'Agustí de Canterbury amb 40 monjos, el 597, si bé prèviament se'n coneix l'existència d'uns sobirans germànics en el territori que s'inicià amb el llinatge d'Hengist a mitjan segle v.

## Llista de reis de Kent
| Regnat                                     | Rei                       | Nom en anglosaxó | Nom en llatí | Parentesc amb l'anterior                                                                     |
| ------------------------------------------ | ------------------------- | ---------------- | ------------ | -------------------------------------------------------------------------------------------- |
| 455/456-488                                | Hengist                   | Henȝist          |              |                                                                                              |
| 488-512/516                                | Oisc                      | Æsc              |              | fill                                                                                         |
| 512/516-534/540                            | Octa                      | Ocþa             |              | fill, pare o germà                                                                           |
| 534/540-580/590                            | Eormenric                 |                  |              | fill                                                                                         |
| 580/590 - 24 de febrer del 616             | Etelbert I                | Æðelbryht        | Ethelbertus  | fill                                                                                         |
| 24 de febrer del 616 - 20 de gener del 640 | Eadbald                   | Ēadbald          |              | fill                                                                                         |
| ???                                        | Etelwald                  | Æðelwald         |              | germà                                                                                        |
| 20 de gener del 640 - 14 de juliol del 664 | Eorcenberht               | Eorcenberht      |              | nebot (fill d'Eadbald)                                                                       |
| ???                                        | Eormenred                 | Eormenred        | Irminredus   | germà                                                                                        |
| 14 de juliol del 664 - 4 de juliol del 673 | Egbert I                  | Ecȝbryht         | Ecgberhtus   | nebot (fill d'Eorcenberht)                                                                   |
| 673 - 685                                  | Clotari                   | Hloþhere         | Lotharius    | fill                                                                                         |
| 685 - 686                                  | Eadric                    | Eadric           | Eadricus     | germà                                                                                        |
| 686 - 687                                  | Mul                       | Mūl              | Mulus        | germà de Cædwalla, rei de Wessex                                                             |
| 687/688 - 692                              | Swæfheard                 |                  | Suebhardus   | fill de Sæberht, rei d'Essex                                                                 |
| fl. 689                                    | Swæfberht                 |                  | Gabertus     |                                                                                              |
| fl. 689 - 690                              | Oswine                    |                  | Oswinus      |                                                                                              |
| 690/691 - 23 d'abril de 725                | Wihtred                   |                  | Wihtredus    | fill d'Egbert I                                                                              |
| 725-???                                    | Alric                     |                  |              | fill                                                                                         |
| 725 - 748                                  | Edbert I                  |                  | Eadbertus    | germà                                                                                        |
| Sota el domini de Mèrcia                   |                           |                  |              |                                                                                              |
| 725 - 762                                  | Etelbert II               | Æðelbryht        | Ethelbertus  | fill de Wihtred                                                                              |
| ???                                        | Eardwulf                  |                  | Earduulfus   | fill d'Edbert I                                                                              |
| fl. 762                                    | Eadberht II               |                  | Eadbertus    |                                                                                              |
| fl. 762                                    | Sigered                   |                  | Sigeredus    |                                                                                              |
| ???                                        | Eanmund                   |                  | Eanmundus    |                                                                                              |
| fl. 764 - 765                              | Heaberht                  |                  | Heaberhtus   |                                                                                              |
| fl. 765 - 779                              | Egbert II                 | Ecȝbryht         | Ecgberhtus   |                                                                                              |
| fl. 784                                    | Ealhmund                  |                  | Ealmundus    |                                                                                              |
| Sota el domini d'Offa de Mèrcia (785-796). |                           |                  |              |                                                                                              |
| 796 - 798, derrocat                        | Eadberht III Præn         |                  |              | Derrocat i mutilat per Coenwulf                                                              |
| 797/798 - 807                              | Cuthred                   | Cuðred           | Cuthredus    | germà de Cœnwulf i Ceolwulf                                                                  |
| fl. 809                                    | Coenwulf                  |                  | Ceonulfus    | germà de Cuðred i Ceolwulf; també rei de Mèrcia (796-821)                                    |
| fl. 822 - 823                              | Ceolwulf I de Mèrcia      |                  |              | germà de Cuðred i Cœnwulf; també rei de Mèrcia (821-823)                                     |
| derrocat en 825                            | Baldred                   |                  |              | expulsat per Æðelwulf el 825                                                                 |
| 825 - 839                                  | Egbert III, rei de Wessex | Ecȝbryht         | Ecgberhtus   | fill d'Elhmund; va regnar Kent junt amb el seu fill Ethelwulf; també rei de Wessex (802-839) |
| 825 - 858                                  | Æthelwulf                 | Æðelwulf         |              | juntament amb el seu pare Egbert III i el seu fill Æðelstan; també rei de Wessex (839-856)   |
| fl. 839 - 851                              | Æðelstan                  |                  |              | junt amb el seu pare Æðelwulf                                                                |
| fl. 855 - 866                              | Etelbert III              |                  |              | junt amb el seu pare Æðelwulf; també rei de Wessex (860-866)                                 |
| 866 - 871                                  | Ethelred I de Wessex      |                  |              | fill d'Æðelwulf; també rei de Wessex (866-871)                                               |